# Вхід до лабіринту
«Вхід в лабіринт» (рос. «Вход в лабиринт») — п'ятисерійний радянський детективний фільм 1989 року, знятий режисером Валерієм Кремньовим за романом братів Вайнерів «Ліки проти страху». Скорочена версія фільму виходила під назвою «Сіті рекету».

## Сюжет
Фільм складається з кількох сюжетних ліній. Головна: відбувається в СРСР 1980-х років — це детективна історія про шахраїв, які, використовуючи міліцейське посвідчення, вламуються в квартири нечесних людей і під виглядом обшуку грабують їх. Розслідуючи цю справу, оперуповноважений Муромцев виходить на конфлікт двох винахідників диво-препарату — метапроптизолу, названого за кордоном «ліками проти страху». Як скаже один з учасників конфлікту професор Панафідін (Івар Калниньш): «Інтерес до нього такий, що навіть назву йому заздалегідь придумали». Професор не вірить в існування препарату, оскільки, працюючи саме над цією проблемою, не досяг успіху. А тому заперечує, що його опонент Лижин, якого всі вважають диваком і «не від світу цього», міг винайти подібний препарат. Однак отруївши саме цим препаратом міліціонера, злочинці викрали посвідчення і табельну зброю дільничного Позднякова.
Паралельним сюжетом розповідається про життя і трагічну долю великого лікаря і філософа Парацельса в XVI столітті в Європі. У пошуках міфічних лікив від усіх хвороб він робить відкриття, які лягли в основу сучасної фармакології. Життя Парацельса пройшло в постійних мандрах.

## У ролях
| Актор                 | Роль                                                                   |
| --------------------- | ---------------------------------------------------------------------- |
| Ігор Костолевський    | оперуповноважений МКРу Олег Петрович Муромцев                          |
| Івар Калниньш         | професор Олександр Миколайович Панафідін (озвучив Сергій Малишевський) |
| Юрій Назаров          | дільничний Андрій Пилипович Поздняков                                  |
| Жанна Прохоренко      | дружина Позднякова Анна Василівна                                      |
| Тетяна Назарова       | дочка Позднякова Даша                                                  |
| Лариса Удовиченко     | дружина Панафідіна Ольга Іллівна                                       |
| Олександр Новиков     | Борис Чебаков                                                          |
| Лев Борисов           | батько Чебакова                                                        |
| Юрій Горобець         | Сергій Іванович Голіцин                                                |
| Сергій Газаров        | Омар Шаріфович Рамазанов                                               |
| Наталія Арінбасарова  | Рашида Аббасівна Рамазанова                                            |
| Михайло Глузський     | професор Ілля Петрович Благолєпов                                      |
| Наталія Хорохоріна    | Катерина Федорівна Пачкаліна                                           |
| Леонід Куравльов      | Лев Сергійович Хлєбніков                                               |
| Борис Романов         | Володимир Костянтинович Лижин                                          |
| Капітоліна Іллєнко    | сусідка Лижина                                                         |
| Борис Беккер          | Ной Маркович Халецький                                                 |
| Валентин Смирнитський | Яків Окунь (озвучив Юрій Саранцев)                                     |
| Євген Платохін        | слідчий у справі Позднякова                                            |
| Ігор Стаценко         | помічник професора Панафідіна                                          |
| Марина Устименко      | Александрова                                                           |
| Клавдія Козльонкова   | двірничка Кашина                                                       |
| Тетяна Мітрушина      | дружина Окуня                                                          |
| Володимир Носик       | Спіркін                                                                |
| Володимир Трошин      | Микола Сергійович Обоїмов                                              |
| Семен Фарада          | Понтяга                                                                |
| Роман Філіппов        | Микола Гнатович Бєловол                                                |
| Володимир Плотніков   | розгонщики                                                             |
| Мікк Міківер          | Парацельс (озвучив Рудольф Панков)                                     |
| Олександр Бєлявський  | бургомістр Наузен                                                      |
| Євген Дворжецький     | Азріель                                                                |
| Віллор Кузнецов       | Соренсен                                                               |
| Альгімантас Масюліс   | барон Якоб Фуггер (озвучив Микола Граббе)                              |
| Донатас Баніоніс      | Мазарді (озвучив Олександр Дем'яненко)                                 |
| Георгій Тейх          | Еразм Роттердамський                                                   |
| Маті Клоорен          | Кальвін (озвучив Ігор Ясулович)                                        |
| Хейно Мандрі          | Барон Хюттер (озвучив Рогволд Суховерко)                               |
| Валентин Нікулін      | Фіскал                                                                 |
| Рейно Арен            | Фробен (озвучив Володимир Сафронов)                                    |
| Олена Яралова         | Сільвія                                                                |

## Знімальна група
- Режисер: Валерій Кремньов
- Сценарист: Георгій Вайнер, Аркадій Вайнер
- Оператор: Сергій Філіппов
- Композитор: Едуард Артем'єв
- Художник: Микола Ємельянов
- Звукорежисер: Борис Корєшков
- Виконавець пісні: Євгенія Смольянинова